# Pikku Huhtajärvi
Pikku Huhtajärvi är en sjö i Kiruna kommun i Lappland och ingår i Torneälvens huvudavrinningsområde.